# Оно Такасі
Оно Такасі (яп. 小野 喬, 26 липня 1931) — японський гімнаст, олімпійський чемпіон.

## Виступи на Олімпіадах
| Олімпіада      | Дисципліна       | Місце              |
| -------------- | ---------------- | ------------------ |
| Гельсінкі 1952 | абсолютний залік | 12                 |
| Гельсінкі 1952 | командний залік  | 5                  |
| Гельсінкі 1952 | вільні вправи    | 4                  |
| Гельсінкі 1952 | опорний стрибок  | 3T                 |
| Гельсінкі 1952 | паралельні бруси | 31T                |
| Гельсінкі 1952 | перекладина      | 19T                |
| Гельсінкі 1952 | кільця           | 63T                |
| Гельсінкі 1952 | кінь             | 31                 |
| Мельбурн 1956  | абсолютний залік | 2                  |
| Мельбурн 1956  | командний залік  | 2                  |
| Мельбурн 1956  | вільні вправи    | 8T                 |
| Мельбурн 1956  | опорний стрибок  | 16T                |
| Мельбурн 1956  | паралельні бруси | 3T                 |
| Мельбурн 1956  | перекладина      | 1                  |
| Мельбурн 1956  | кільця           | 5T                 |
| Мельбурн 1956  | кінь             | 2                  |
| Рим 1960       | абсолютний залік | 2                  |
| Рим 1960       | командний залік  | 1                  |
| Рим 1960       | вільні вправи    | 4T                 |
| Рим 1960       | опорний стрибок  | 1T                 |
| Рим 1960       | паралельні бруси | 3                  |
| Рим 1960       | перекладина      | 1                  |
| Рим 1960       | кільця           | 3T                 |
| Рим 1960       | кінь             | 6                  |
| Токіо 1964     | абсолютний залік | 11T                |
| Токіо 1964     | командний залік  | 1                  |
| Токіо 1964     | вільні вправи    | 16T (кваліфікація) |
| Токіо 1964     | опорний стрибок  | 14T (кваліфікація) |
| Токіо 1964     | паралельні бруси | 25T (кваліфікація) |
| Токіо 1964     | перекладина      | 6                  |
| Токіо 1964     | кільця           | 9T (кваліфікація)  |
| Токіо 1964     | кінь             | 7T (кваліфікація)  |